# Цвиштберг
Цвиштберг (нем. Zwistberg) — одна из горных вершин на территории города Бад-Берлебург (район Зиген-Виттгенштайн, административный округ Арнсберг, земля Северный Рейн-Вестфалия, Германия).

## География

### Положение
Вершина Цвиштберг занимает почти все крайнюю северную часть Бад-Берлебурга (земли Виттгенштайнер-Ланд) и граничит с территорией города Винтерберг (район Хохзауэрланд). В орографическом отношении принадлежит горному массиву Ротхаргебирге. Имея абсолютную высоту 747 м, возвышается над поймой долины реки Одеборн на 233 м относительной высоты. 

### Природоохранная территория
Гора относится к природоохранной территории Бергланд-Виттгенштайн (Naturschutzgebiet Bergland Wittgenstein (SI-089).

### Истоки водотоков
Ручей Беркмекке берет свое начало примерно в 600 м от вершины в северо-восточном направлении. Примерно в 500 м к юго-востоку от вершины находится исток Флахенгрунд (недалеко от придорожного креста Лозе-Хольц), который позже впадает в Беркмекке. В юго-западном направлении примерно в 450 м от вершины начинается Клебербах, который примерно через 2 км впадает в Остербах, а тот, в свою очередь, в Одеборн.

## Название
Название Цвиштберг (Zwist = спор) возникло, как и некоторые другие названия к югу от Нойастенберга (Цвиштмюле, Цвишткопф), в результате территориального конфликта, называемого спором Винтерберга, возникшим в Средневековье между графами Виттгенштайн-Берлебурга и правителями Вестфальского герцогства. Конфликт, в основном связанный с использованием лесного массива, не разрешался до 1783 г..

## Галерея

На вершине Цвиштберга
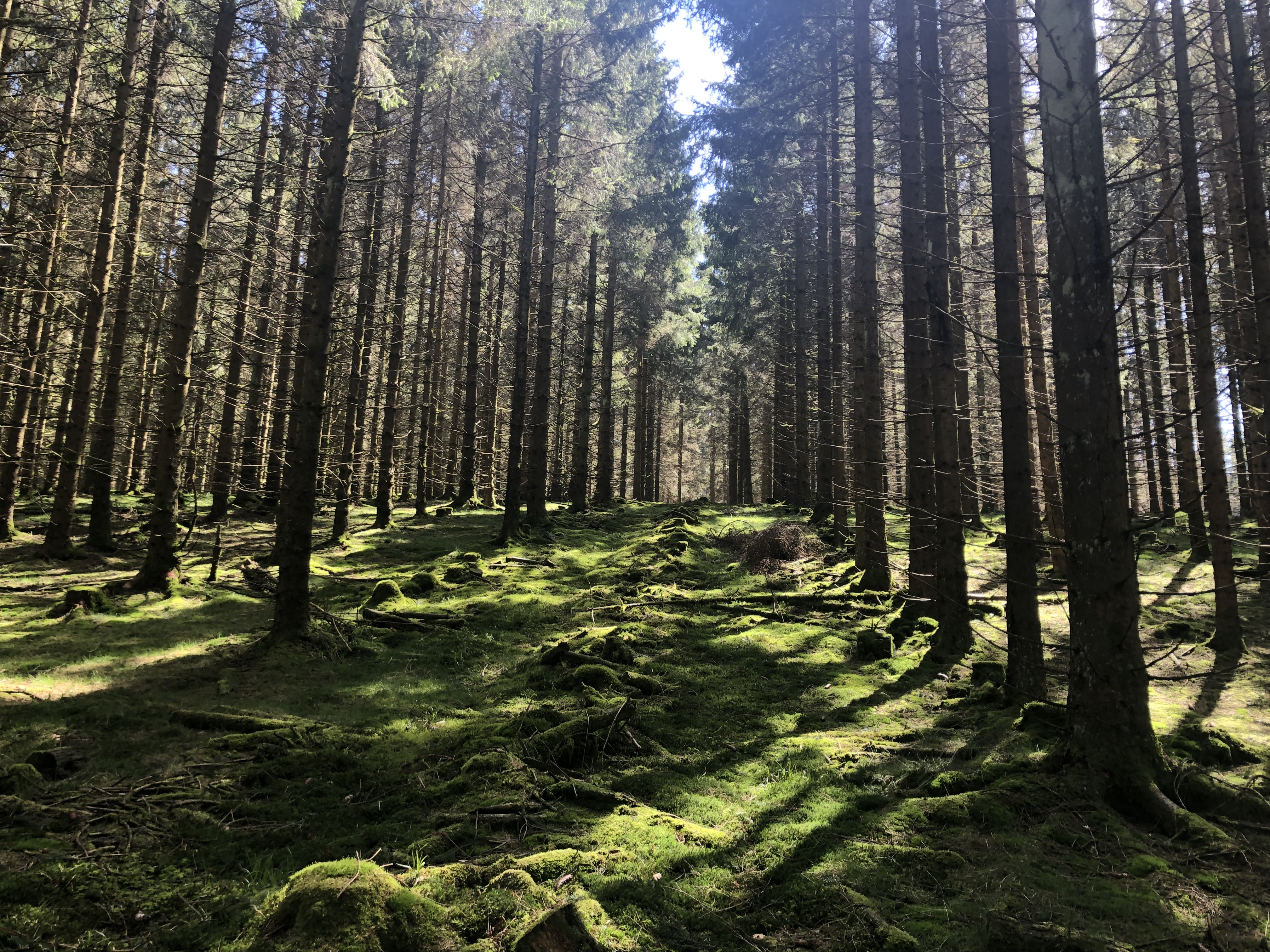
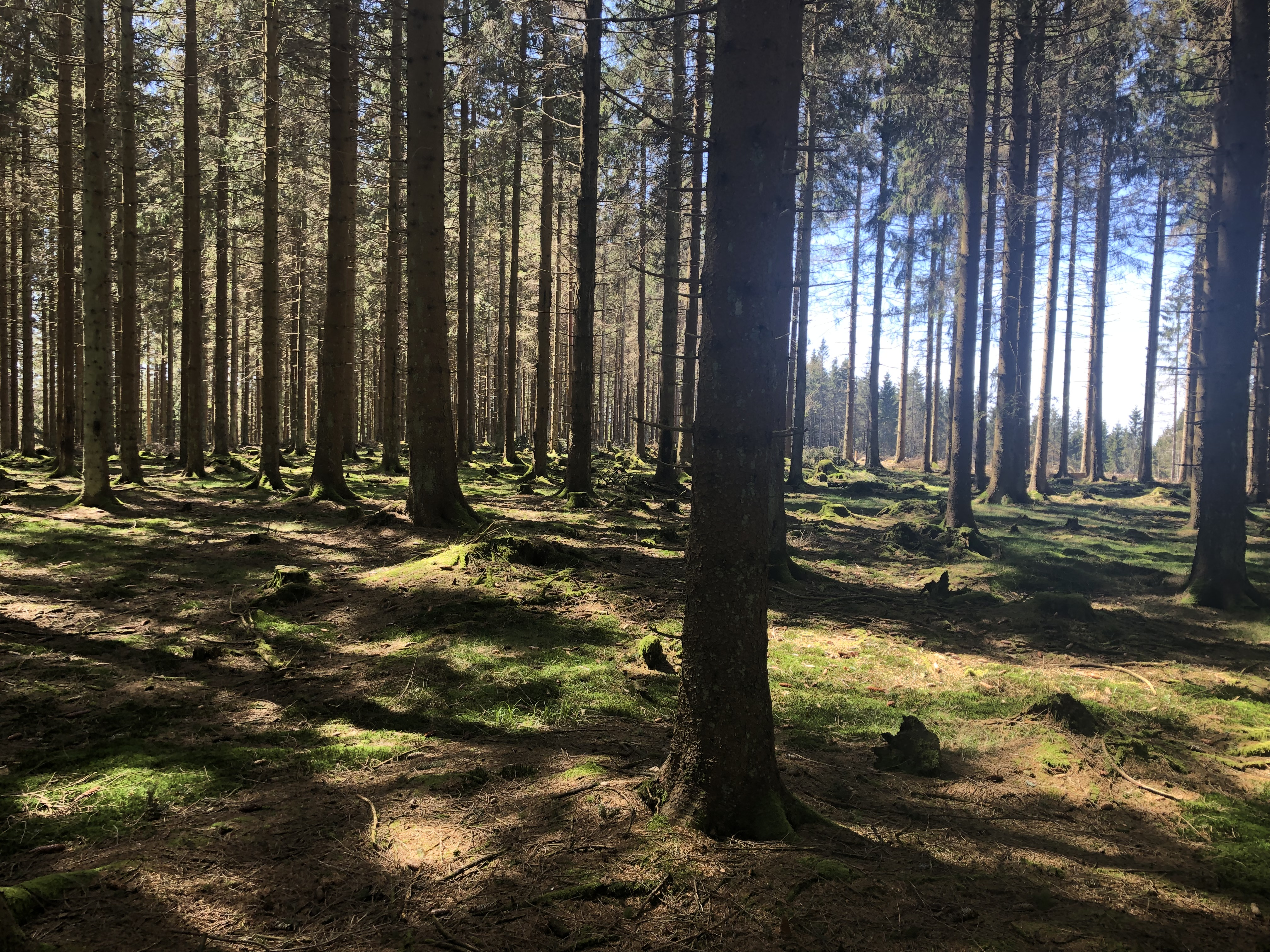
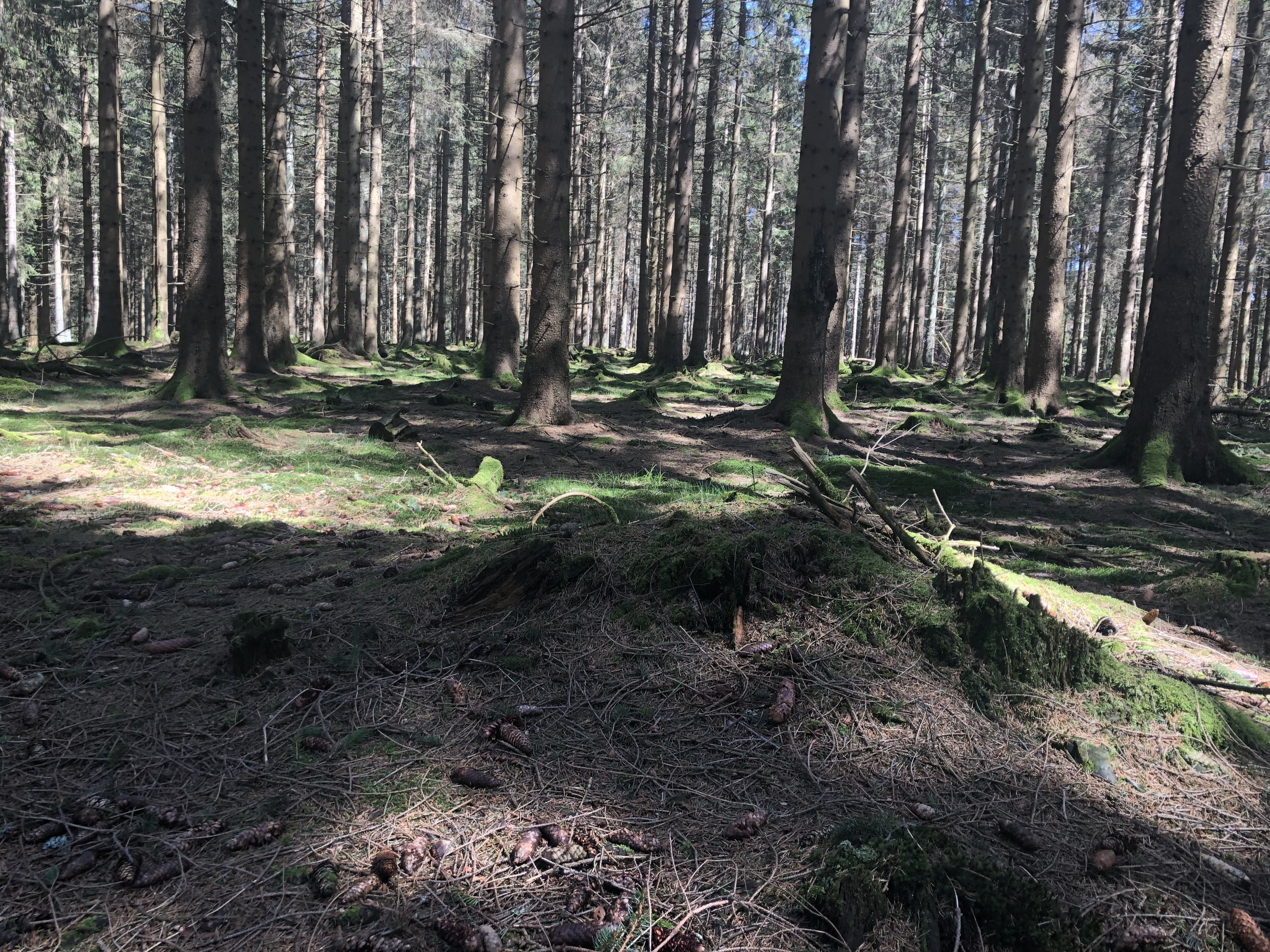
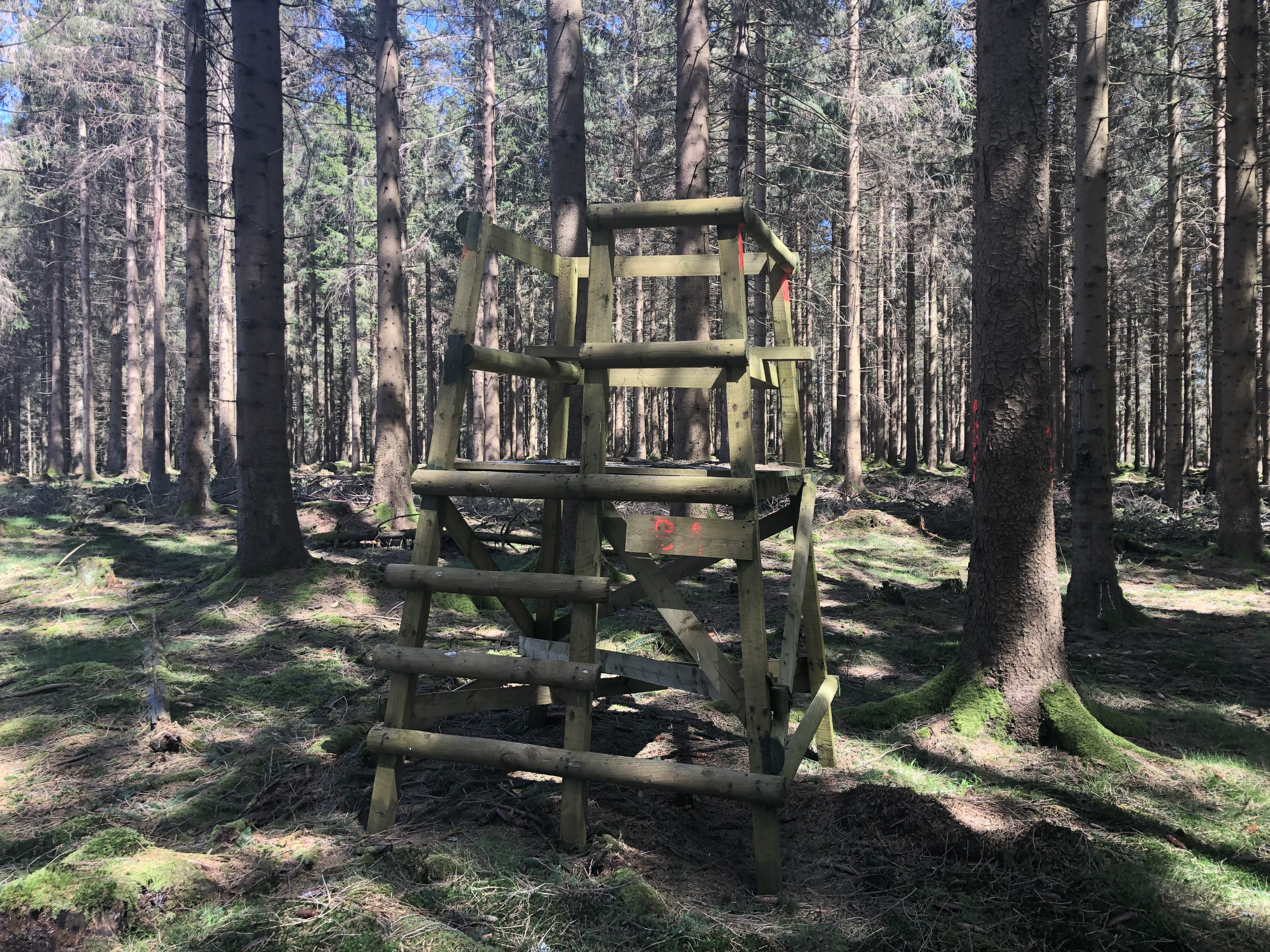
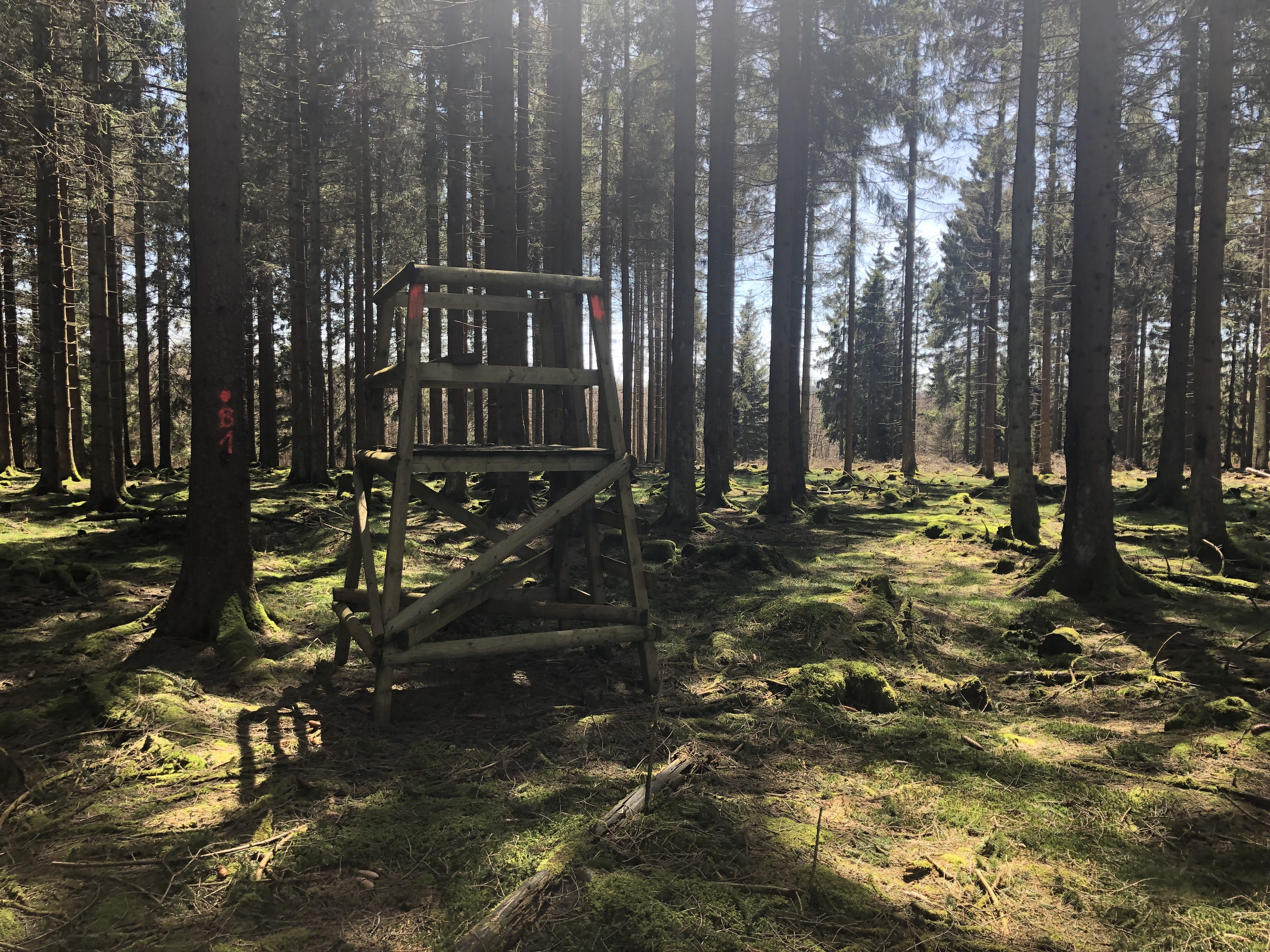
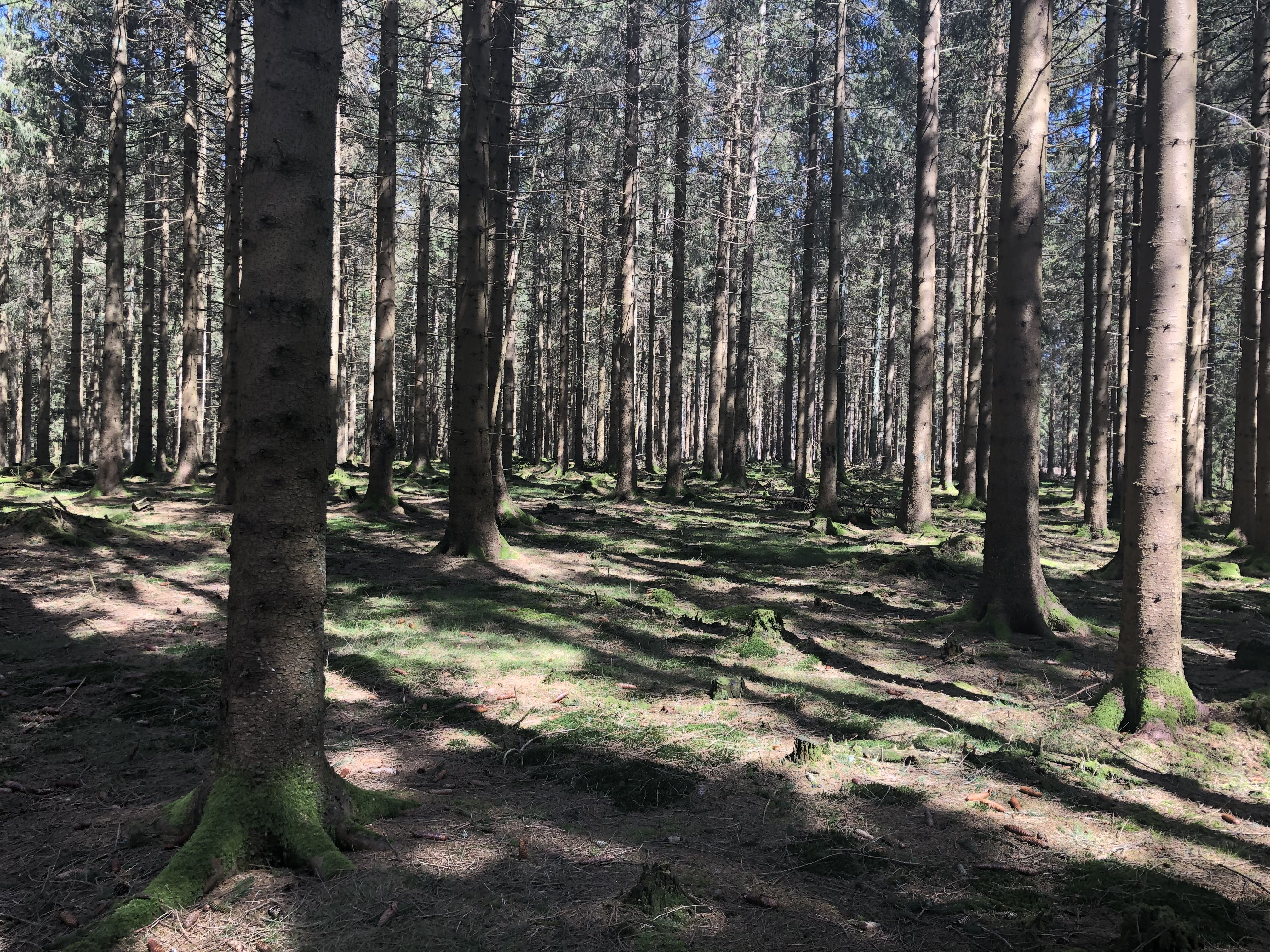